# 乔丹·明塔
乔丹·明塔（英語：Jordan Owusu Mintah，1995年9月2日—），是一名加纳足球运动员，司职前锋。现时效力马来西亚超级足球联赛球队登嘉楼。

## 荣誉
吉隆坡市
- 亞洲足協盃亚军：2022